# سناء العاجي
سناء العاجي (مواليد سنة 1977) هي عالمة اجتماع وكاتبة وصحافية مغربية.

## سيرة شخصية
ولدت سناء العاجي عام 1977 في الدار البيضاء لأسرة متواضعة في حي من الطبقة العاملة. بدأت العاجي، وهي الأولى من بين عشرة أشقاء، حياتها المهنية كصحفية في مجلة نيشان، وهي نسخة مغربية عربية من مجلة تيل كيل الناطقة بالفرنسية. قامت بتحرير المقال الأسبوعي بتول بين سبتمبر 2006 وأكتوبر 2010 وواصلت عملها كامرأة شابة متحررة ومطلقة خلافا للأعراف الاجتماعية.
في عام 2006، كانت العاجي في قلب فضيحة عندما كتبت في إحدى مقالاتها، الدعابة المغربية، نكات تسيء إلى المشاعر الدينية. وحُكم على العاجي ورئيس التحرير إدريس كسيكس بالسجن ثلاث سنوات، وعلقت محكمة في الدار البيضاء مجلتهم بتهمة الإساءة للإسلام. تلقى الاثنان تهديدات بالقتل بعد تقرير عدواني ضدهما على شبكات التلفزيون الوطنية. قالت العاجي إنها لم تكن تنوي الإساءة إلى الحس الديني، واعتذرت علنًا.
في السنوات التالية، واصلت سناء الكتابة للعديد من المطبوعات المغربية وكانت محررة مقال في صحيفة الأحداث المغربية الناطقة بالعربية. في عام 2016 حصلت على درجة الدكتوراه في علم الاجتماع من جامعة مرسيليا. لها العديد من الروايات. أحدث كتاب لها، بناءً على أطروحة الدكتوراه في علم الاجتماع، الجنسانية والعزوبة في المغرب: الممارسات واللفظ قد صعد إلى الصدارة الوطنية.
في عام 2019، كانت من بين 490 موقعًا على عريضة لصالح الحريات الجنسية، إلى جانب الكاتبة ليلى سليماني، والمخرجة صونيا تراب، والوزيرة السابقة حكيمة الحيط، وهي مبادرة تم اتخاذها بعد اعتقال الصحفية هاجر الريسوني.

## أعمالها
- مجنون يوسف (2003)

- رسائل إلى شاب مغربي (2009)

- النساء والأديان (2014)

- النشاط الجنسي والطلب في المغرب: الممارسات واللفظية (2018)